# Avro 549 Aldershot
L'Avro Aldershot est un bombardier de jour et nuit britannique de l'entre-deux-guerres ; il fut tout à la fois le premier bombardier conçu pour la RAF après la fin de la Première Guerre mondiale, le premier avion équipé d'un moteur de 1 000 ch et le dernier bombardier monomoteur britannique. L'Aldershot a donné naissance un dérivé de transport, l'Avro 561 Andover.

## Origine et description
La spécification 2/20 du Ministère de l'Air britannique, qui reprenait le cahier des charges DofR Type 4B, portait sur un bombardier intérimaire multiplace. Pour concurrencer le de Havilland Derby (en)  Roy Chadwick dessina un très gros quintuplace de construction mixte : biplan à ailes égales et fuselage deux ponts, l'Avro 549 avait une voilure repliable en bois à revêtement entoilée, un fuselage à structure métallique et revêtement bois et toile, et reposait sur un train d'atterrissage fixe à très large voie. Accédant au fuselage par une échelle fixée sur le côté gauche, l'équipage comprenait deux pilotes installés côte à côte en double-commande dans un poste ouvert précédant le poste du mitrailleur dorsal. Un navigateur et un bombardier devaient prendre place au niveau inférieur, accédaient grâce à une échelle interne à leurs postes de travail, éclairé par des hublots latéraux.

## Les versions
- Avro 549 Aldershot I : 2 prototypes [J6852/3] furent commandés par l’Air Ministry, le premier prenant l’air à Hamble début octobre 1921[1], piloté par Bert Hinkler. Après modification de l’empennage le second prototype participa le 24 juin 1922 au meeting organisé par la RAF à Hendon. Piloté par le F.O. C.E.Horrex, il remporta la course de vitesse avec handicap[2]. Il entra au RAE de Farnborough le 10 janvier 1923.

- Avro 549A Aldershot II : Les premiers essais incitèrent Avro à modifier l’appareil et le premier prototype [J6852] vit son fuselage allongé de 1,8 m, tandis que le moteur Rolls-Royce Condor (en) était remplacé par un Napier Cub (en), 16 cylindres en X refroidis par liquide de 1 000 ch. Il effectua son premier vol le 15 décembre 1922, piloté par Bert Hinkler.

- Avro 549B Aldershot III : 15 appareils [J6942/6956] commandés en 1923 par l’Air Ministry. Recréé à Netheravon, Wiltshire, le 1er avril 1924, le No 99 Sqdn de la RAF fut la seule unité à utiliser le bombardier. En effet les autorités britanniques décidèrent en 1925 de n’utiliser que des multimoteurs pour les missions de bombardement. Employé comme bombardier de nuit, généralement en triplace, l’Aldershot fut remplacé par le Handley Page Hyderabad dès la fin 1925, les derniers Aldershot étant réformée en 1926.

- Avro 549C Aldershot VI : L’unique Aldershot II fut remotorisé pour servir de banc d'essais en vol au moteur Beardmore Typhoon I de 850 ch.

## Sources
1. 1 2  Francis K. Mason 1994
2. ↑  Flight 29 juin 1922 p. 372